# Chambeshi
De Chambeshi (of Chambezi) is een rivier in het noordoosten van Zambia. Het is de meest afgelegen bronrivier van de Kongo en wordt als dusdanig zo beschouwd als men de totale lengte van de Kongo tot aan zijn bronnen viseert. Naar bijdrage tot het debiet is evenwel de Lualaba de bronrivier van de Kongo.
De Chambeshi ontspringt in de bergen van Noordoost-Zambia nabij en ten zuiden van het Tanganyikameer op een hoogte van 1.760 meter boven de zeespiegel. De rivier stroomt 480 km en mondt in de Bangweulu-moerassen, die deel uitmaken van het Bangweulumeer. De Chambeshi levert tegen het einde van het regenseizoen in mei een overstroming op die de moerassen oplaadt en ten zuidoosten van meer en moerassen een drasland overstroomt, ter ondersteuning van het ecosysteem van de Bangweulu Wetlands. Het water stroomt dan uit de moerassen als de Luapula.
Over meer dan 100 km van de rivierlengte stroomt de Chambeshi ten oosten van Kasama als een doolhof van kanalen en moerassen, ongeveer 2 km breed, tot een spoelvlakte van maximaal 25 km breed. Verder stroomafwaarts, waar ook de rivier gekanaliseerd is door de bruggen van de weg van Kasama naar Mpika en de TAZARA-spoorlijn over de rivier, circa zeventig kilometer ten zuiden van Kasama, is de permanente hoofdbedding ongeveer 100 m breed, tot 400 m breed bij overstromingen en in het regenseizoen.